# Oratorio di Santa Maria Immacolata della Concezione
L’oratorio di Santa Maria Immacolata della Concezione è una chiesa di Roma, nel rione Esquilino, in via di San Vito.
Così l'Armellini riferisce di questo oratorio:
(Armellini, op. cit., p. 812)
In occasione del rifacimento promosso da Pio VII, il monastero è stato interamente rifatto. Nel 1869, l'istituto si trasformò in “Convitto Vipereschi della Santissima Concezione”, sotto la direzione delle Maestre Pie Venerine. Lo statuto redatto nel 1876 ribadiva lo scopo del Conservatorio di dare rifugio, gratuito o a pagamento, alle giovani ragazze ma anche alle vedove.
Nel 1930 il complesso fu oggetto di un intervento edilizio che ha comportato la ristrutturazione degli spazi interni e il restauro conservativo dei fronti lungo via di San Vito e via Sant'Antonio all'Esquilino, salvo la trasformazione in negozi e magazzini della maggior parte dei locali a pianterreno.
Attualmente il Conservatorio ha come finalità l’accoglienza di studentesse universitarie e svolge pertanto servizio di collegio universitario. Dal 1988 al 2017 è stato diretto dalle suore della Congregazione delle Discepole del Redentore nella Comunità Cristiani nel Mondo.